# Bruno Sammartino
Bruno Leopoldo Francesco Sammartino (Pizzoferrato, Itália, 6 de outubro de 1934 - Pensilvânia, EUA, 18 de abril de 2018) foi um lutador profissional de wrestling itálo-americano. Foi campeão da World Wide Wrestling Federation por 11 anos.

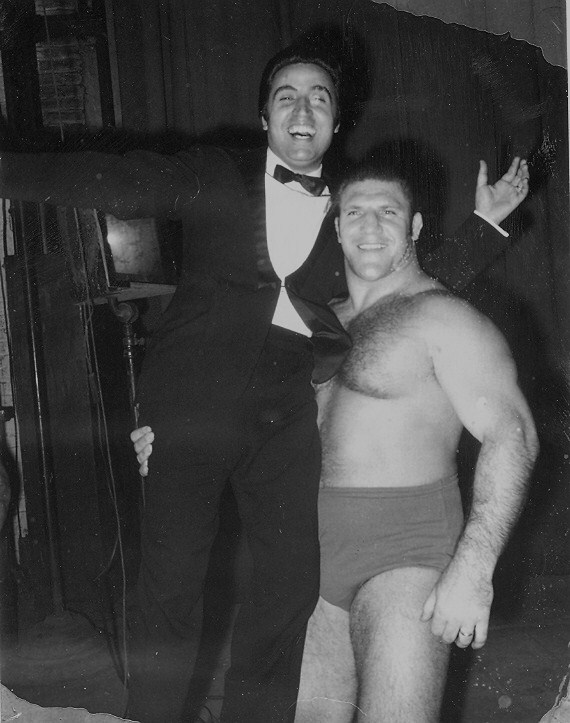
Bruno Sammartino e Mario Trevi.

Foi o último campeão norte-americano de tag team, em 1967. Se aposentou em 1987.

## Carreira
- Studio Wrestling–Pittsburgh Promotion (1959–1974)
- World Wide Wrestling Federation/World Wrestling Federation (1959–1988)[1]

## No wrestling
- Finishing moves
  - Bearhug[1]
  - Canadian backbreaker[1]

- Signature moves
  - Hammerlock
  - Armbar
  - Arm drag
  - Body slam
  - Dropkick
  - Full nelson
  - Running high knee

- Apelidos
  - "The Living Legend"[1]
  - "The Italian Superman"

## Campeonatos e prêmios
- Maple Leaf Wrestling
  - NWA International Tag Team Championship (Toronto version) (1 vez) - com Whipper Billy Watson[1]
  - NWA United States Heavyweight Championship (Toronto version) (1 vez)[1]

- Pro Wrestling Illustrated
  - PWI Match of the Year (1972) Battle royal em 14 de janeiro, Los Angeles[2]
  - PWI Match of the Year (1975) vs. Spiros Arion em 17 de março, Nova Iorque[2]
  - PWI Match of the Year (1976) vs. Stan Hansen em 26 de abril, Nova Iorque[2]
  - PWI Match of the Year (1980) vs. Larry Zbyszko no Showdown at Shea em uma steel cage match[2]
  - PWI Most Inspirational Wrestler of the Year (1976)[3]
  - PWI Stanley Weston Award (1981)[4]
  - PWI Editor's Award (1981)[4]
  - PWI Wrestler of the Year (1974)[4]

- Professional Wrestling Hall of Fame and Museum
  - Class of 2002

- World Wrestling Association (Indianapolis)
  - WWA World Tag Team Championship (1 vez) - com Dick the Bruiser[1]

- World Wide Wrestling Federation / World Wrestling Federation
  - WWF International Tag Team Championship (2 vezes) - com Dominic DeNucci (1) e Tony Marino (1)[1]
  - WWWF United States Tag Team Championship (1 vez) - com Spiros Arion[1]
  - WWWF World Heavyweight Championship (2 vezes - Maior reinado - 8 anos)[1]

- World Wide Wrestling Alliance
  - Hall of Fame (Class of 2008)

- Wrestling Observer Newsletter awards
  - Feud of the Year (1980) vs. Larry Zbyszko[4]
  - Wrestling Observer Newsletter Hall of Fame (Class of 1996)

- Outros títulos
  - Madison Square Garden walk of fame
  - Recebeu a chave da cidade de Franklin, Pensilvânia como parte da "IWC's Night of Legends 3" em 24 de março de 2007.[1]